# اسکوآد
- الکسندریا اوکاسیو کورتز, NY-14
- الهان عمر, MN-5
- آیانا پریسلی, MA-7
- رشیده طلیب, MI-13
- جمال بومن, NY-16
- کوری بوش, MO-1

اسکوآد (به انگلیسی: The Squad) به معنای جوخه، نام غیررسمی گروهی متشکل از شش عضو دموکرات مجلس نمایندگان ایالات متحده است. این گروه در ابتدا از چهار زن منتخب در انتخابات سال ۲۰۱۸ مجلس نمایندگان تشکیل شده بود. الکسندریا اوکاسیو-کورتز از نیویورک، الهان عمر از مینه‌سوتا، آیانا پریسلی از ماساچوست و رشیده طلایب از میشیگان این گروه را تشکیل می‌دادند. پس از انتخابات سال ۲۰۲۰ مجلس نمایندگان ایالات متحده آمریکا، جمال بومن از نیویورک و کوری بوش از میزوری به این گروه پیوستند. این گروه به‌عنوان جناح چپ حزب دموکرات دسته‌بندی می‌شوند.
سن همه‌ی اعضای جوخه زیر ۵۰ سال است. این گروه توسط کمیته اقدامات سیاسی دموکرات‌های عدالت حمایت شده‌اند و در جناح چپ حزب دموکرات دسته‌بندی می‌شوند.  همگی دارای کرسی‌هایی ا در مجلس نمایندگان هستند که حزب دمکرات در آنها بسیار غالب است و رقابت حزب جمهوریخواه آنها را تهدید نمی‌کند، این کرسی‌ها حداقل ۲۶ درصد نسبت به میانگین ملی دمکرات تر هستند.
این گروه نشان‌دهنده تنوع جمعیتی نسل سیاسی جوان‌تر و طرفدار سیاست‌های مترقی است. سیاست‌هایی مانند مانند «معامله نوین سبز» که گاه با رهبری حزب آن‌ها درگیر شده است. اکاسیو کورتز یک هفته پس از انتخابات ۲۰۱۸ نام «جوخه» را در یک پست اینستاگرامی ابداع کرد و پس از آن عکسی که از چهار عضو بنیان‌گذار این گروه در رویداد VoteRunLead (سازمانی که به زنان برای شرکت در انتخابات کمک می‌کند)  گرفته شده بود، به سرعت در جهان وایرال شد. 

## نام
استفاده محاوره‌ای از کلمه «جوخه» از فرهنگ هیپ‌هاپ ساحل شرقی شروع شده است. استفاده از این نام اولین‌بار توسط اکازیو کوتز استفاده شد. کورتز خود اهل محله‌ی برانکس است که به عنوان مبدا هیب‌هاپ شناخته می‌شود.
این گروه از اصطلاح جوخه به عنوان ارجاعی برای ابراز همبستگی بین خود و طرفداران‌شان استفاده می‌کنند. به عنوان مثال، حزب دموکرات عدالت با انتشار توییتی به نقل از پرسلی در این مورد نوشته است: «ما بیش از چهار نفر هستیم... گروه ما شامل هر شخصی است که متعهد به ایجاد جهانی عادلانه‌تر و منصفانه‌تر است.» 
میانگین سنی این گروه در اواسط سال ۲۰۱۹، حدود ۳۸ سال بود؛ تقریبا دو دهه جوان‌تر از ساکنین کاخ سفید که میانگین سن‌شان ۵۷ سال بود. 

## اعضا
چهار عضو اصلی جوخه پیش از آن‌که این نام برای گروه آن‌ها ابداع شود نیز به صورت گسترده مورد توجه و بحث در رسانه‌ها قرار گرفته بودند.  طبق گفته میدیاآیت، رسانه‌های خبری در حال حاضر در اشاره به این گروه «تقریباً منحصراً» از لفظ اسکوآد استفاده می‌کنند.  
| عضو                     | تولد                                       | حوزه انتخابیه                 | حزب                                                                    | حزب     | سوابق                                                      | تحصیلات                                                   | رسیدن به قدرت |
| ----------------------- | ------------------------------------------ | ----------------------------- | ---------------------------------------------------------------------- | ------- | ---------------------------------------------------------- | --------------------------------------------------------- | ------------- |
| جمال بومن               | ۲۴ ژوئیه ۱۹۷۶ (سن ۴۸) شهر نیویورک، نیویورک | حوزه انتخابیه شانزدهم نیویورک |                                                                        | دموکرات | معلم، مدیر مدرسه                                           | دانشگاه نیوهیون (بی‌ای) مرسی کالج (MA) کالج منهتن‌ویل (EdD) | ۲۰۲۱          |
| کوری بوش                | ۲۱ ژوئیه ۱۹۷۶ (سن ۴۸) سنت لوئیس، میسوری    | حوزه انتخابیه یکم میزوری      | پرستار، کشیش، فعال اجتماعی                                             | دموکرات | دانشکده پرستاری لوترن (GrDip)                              |                                                           | ۲۰۲۱          |
| الکسندریا اوکاسیو کورتز | ۱۳ اکتبر ۱۹۸۹ (سن ۳۵) شهر نیویورک، نیویورک | حوزه انتخابیه چهاردهم نیویورک | سازمان دهنده، کمپین انتخاباتیبرنی سندرز در انتخابات ریاست‌جمهوری (۲۰۱۶) | دموکرات | دانشگاه بوستون (بی‌ای)                                      | ۲۰۱۹                                                      |               |
| الهان عمر               | ۴ اکتبر ۱۹۸۲ (سن ۴۲) موگادیشو، سومالی      | حوزه انتخابیه پنجم مینه‌سوتا   | عضو، مجلس نمایندگان مینه سوتا (۲۰۱۷–۲۰۱۹)                              | دموکرات | دانشگاه ایالتی داکوتای شمالی (بی‌ای)                        | ۲۰۱۹                                                      |               |
| آیانا پریسلی            | ۳ فوریه ۱۹۷۴ (سن ۵۱) سینسیناتی، اوهایو     | حوزه انتخابیه هفتم ماساچوست   | عضو، شورای شهر بوستون (۲۰۱۰–۲۰۱۹)                                      | دموکرات | دانشگاه بوستون                                             | ۲۰۱۹                                                      |               |
| رشیده طلیب              | ۲۴ ژوئیه ۱۹۷۶ (سن ۴۸) دیترویت، میشیگان     | حوزه انتخابیه سیزدهم میشیگان  | عضو، مجلس نمایندگان میشیگان (۲۰۰۹-۲۰۱۴)                                | دموکرات | دانشگاه ایالتی وین (بی‌ای) دانشکده حقوق توماس ام. کولی (JD) | ۲۰۱۹                                                      |               |

### اعضای پیشنهادی
در ۱۶ ژوئیه ۲۰۱۹، دی آنین، در مقاله هجوآمیز ادعا کرد که بیل پاسکارل، نماینده ۸۲ ساله نیوجرسی، درخواست پیوستن به جوخه را دارد. این درخواست به شوخی توسط او تأیید و توسط عمر پذیرفته شد. در روز انتشار این مقاله، پاسکارل با بازتوییت مجدد این مقاله اعضا را خطاب قرار داد تا از آن‌ها بپرسد که «آیا می‌تواند به عضویت این گروه در بیاید؟». اکاسیو کروتز نیز در پاسخ نوشت که او می‌تواند عضوی از جوخه باشد.  به همین ترتیب، در یک برنامه طنز تلویزیونی، مجری برنامه، سامانتا بی، از اوکازیو کورتز پرسید که آیا می‌تواند به این تیم ملحق شود یا نه؟ و این درخواست نیز به شوخی پذیرفته شد.
گفته شده است که ماری نیومن، که با حمایت یک عضو مجلس نمایندگان با حمایت از دموکرات‌های عدالت ، و همچنین موندر جونز می‌توانند اعضای بعدی این گروه در سال ۲۰۲۱ باشند.    همچنین ریچی تورس شخص دیگری بود که به عنوان عضو بالقوه این گروه به حساب می‌آمد اما تورس اعلام کرد که «قصد پیوستن به این گروه را ندارد.»  